# Samir Alla
Samir Alla, né le 27 janvier 1985 à Caen, est un joueur international français de futsal.
Samir commence le football dans sa ville de résidence qu'est Hérouville. Il intègre l'USON Mondeville avec qui il évolue en CFA 2. En 2007, il est recruté pour intégrer en parallèle le club de futsal de Douvres. Au bout de deux ans et des détections, il devient international français. Samir poursuit cette pratique et revenant au SC Hérouville en 2010. Il délaisse progressivement la pratique à onze sur herbe pour se consacrer au futsal.
Sur le plan international, Alla intègre l'équipe de France de futsal en 2009. Il fait partie de la première sélection française à participer à un tournoi international, le Championnat d'Europe 2018.

## Biographie

### Football
Originaire du Maroc et naît à Caen, Samir Alla grandit dans le quartier du Grand Parc à Hérouville et est proche du footballeur Youssef El-Arabi,. Benjamin de la famille, il intègre le SC Hérouville à six ans.
À 17 ans, Samir Alla rejoint l'USOM Mondeville.
En 2010, Samir est meneur de jeu au club de football du SU Dives-sur-Mer encore CFA 2 et intègre la nouvelle section futsal du SC Hérouville.
En 2011, Samir Alla revient dans la section football du SC Hérouville. Alors en DH (élite régional), l'équipe obtient sa promotion en CFA 2 en 2013, bien que suspendu six mois à cause du futsal, et s'y maintient deux saisons. En 2015, Alla devient entraîneur adjoint de l'équipe.

### Futsal
À sept ans, Samir découvre le futsal. Son entraîneur pendant six mois à Mondeville, Philippe Fourrier, pense à son ancien meneur de jeu pour renforcer son équipe quand il s'engage dans le futsal à Douvres en 2007. Ses frères Abdou et Nabil le suivent. Il fait trois saisons à Douvres.
En 2010, devenu international français et meneur de jeu au SU Dives-sur-Mer en CFA 2, Alla intègre la nouvelle section futsal du SC Hérouville.
En 2012-2013, Samir Alla est capitaine du SCHF promu en championnat de France de futsal. Il est suspendu six mois en mars 2013 à la suite d'une fraude sur identité de licence dans son équipe. Il se retrouve également privé de matches avec Hérouville jusqu'à la fin de saison du championnat de football de DH, dominé par son club qui joue la montée en CFA2.
Rétrogradé en DH par la FFF, Samir reste au club qui prend son indépendance et devient le Hérouville Futsal en 2014. Il continue toutefois de jouer au SCH en football. En 2015, il se focalise uniquement sur le futsal, à la tête du HF avec Ayoub Benazzouz (responsable historique) et son petit frère Abdelillah Alla (président du club). Seul joueur de l'équipe de France à ne pas évoluer en D1, Samir reçoit plusieurs sollicitations hors de la région, mais reste auprès de sa famille et du club.
Durant la saison 2019-2020, Samir Alla est entraîneur-joueur de l'équipe avec l'aide d'un préparateur physique et obtient son Brevet de moniteur de futsal permettant d'entraîner jusqu'en D1.

### En équipe nationale
Lors de ses débuts au club de Douvres, Samir Alla et son équipe font un beau parcours en Coupe de France[Quand ?]. Le référent de la Ligue de Normandie le repère et transmet son nom pour la détection de l'équipe de France de futsal à Clairefontaine, avec les meilleurs joueurs de toute la France. Philippe Fourrier le pousse à faire la détection. « J'ai d'abord été retenu en pré-sélection, détaille Samir Alla. Sur les quarante joueurs présents, six étaient conservés en sélection. J'ai eu la chance d'en faire partie »,.
En octobre 2009, après deux stages de détection, Alla est appelé pour la première fois en Bleu à l'occasion d'une double confrontation face à l'Irlande. Samir est alors capitaine de Mondeville en football depuis le début de saison 2009-2010 et membre du JS Douvres futsal. Il est le seul joueur de l'équipe à ne pas évoluer dans un club de niveau national. Il se souvient : « Au début, j’ai connu des shorts très larges, des maillots longs, qui n’étaient pas du tout taillés à notre carrure ».
En septembre 2017, la France accède aux barrages pour l'Euro 2018. Lors du match aller et la réception de la Croatie, Alla marque le seul but français (1-1),. Les Bleus l'emportent ensuite à l'extérieur (4-5) et se qualifient pour la première fois pour la compétition. En janvier 2018, Alla fait partie de l'équipe de France de futsal au championnat d'Europe 2018,. Avant la compétition, Alla compte 36 sélections et est, à 32 ans, le second jour le plus âgé après le gardien-capitaine Djamel Haroun. Le premier match est contre le favori de la compétition espagnol et la France obtient le match nul avec un nouveau but d'Alla (4-4). Mais la défaite face à l’Azerbaïdjan (3-5) au second match les éliminent.
Samir Alla est appelé pour la dernière fois en Bleu en 2021.

## Style de jeu
Les points forts de Samir Alla sont sa technique et sa vivacité. Au football, il évolue comme meneur de jeu. Ses frères et coéquipiers à Douvres, Abdou et Nabil, affirment que ce n'est peut-être pas le meilleur footballeur du monde mais c'est en tout cas l'un des meilleurs joueurs de futsal en France. La technique est son principal atout. Mais ce n'est pas le seul. « C'est un manieur de ballon qui a une vraie « vista », un numéro 10, détaille Philippe Fourrier, son entraîneur à la JS Douvres. C'est un leader par la qualité de son jeu. Il a toutes les qualités pour le futsal, notamment au niveau physique ».
Début 2020, Djamel Haroun, gardien n°1 de l'équipe de France, dit de lui qu'« il a un rôle de pivot, mais c'est un déménageur. Il sait conserver le ballon, il sait remiser. En général, c'est celui qui met les buts les plus importants ».

## Palmarès
- Division 2 futsal
  - Premier de groupe : 2020 (Hérouville Futsal)

- Championnat de France amateur 2
  - Champion de groupe : 2004 (Mondeville)

- DH football Basse-Normandie (2)
  - Champion : 2003 (Mondeville B) et 2013 (SC hérouvillais)

- DH futsal Basse-Normandie (2)
  - Champion : 2012 (SC hérouvillais) et 2016 (Hérouville Futsal)